# Liste der Naturdenkmale in Simmerath

Naturdenkmalzeichen

Die Liste der Naturdenkmale in Simmerath listet sämtliche Naturdenkmale der Gemeinde Simmerath auf.
Ein Naturdenkmal ist ein natürlich entstandenes Landschaftselement, das unter Naturschutz gestellt ist. Es kann ein einzeln stehendes oder vorkommendes Gebilde wie eine Felsnadel oder ein einzeln stehender Baum sein, undefinierten Umfangs wie eine Höhle oder auch ein Gebiet oder Gebilde mit einer beschränkten Fläche und einer klaren Abgrenzung von seiner Umgebung wie ein Felsengarten oder eine Wiese; letztere werden als flächenhaftes Naturdenkmal oder Flächennaturdenkmal bezeichnet.

## Naturdenkmale in Simmerath
| Denkmal-Nummer | Ort / Lage | Bezeichnung des ND                                               | Anzahl | Art         | Eingetragen seit | Schutzgrund | Beschreibung                                                                                      | Bild            |
| -------------- | --- | ---------------------------------------------------------------- | ------ | ----------- | ---------------- | ----------- | ------------------------------------------------------------------------------------------------- | --------------- |
| 19             | Simmerath-Dedenborn an der Kirche Karte                                                                           | 1 Linde                                                          | 1      | Sommerlinde | 30.03.1935       |             | brach im April 2025 ohne äußere Einwirkungen in sich zusammen, anschließend vollständig entfernt. | Fotos hochladen |
| 20             | Simmerath-Eicherscheid Kirchweg, ca. 25 m südlich der Kirche Karte                                                | 1 Linde                                                          | 1      | Sommerlinde | 30.03.1935       |             |                                                                                                   | Fotos hochladen |
| 21             | Simmerath-Eicherscheid Straße "Zum Belgenbach" vor dem Haus 20 Karte                                              | 1 Ilex                                                           | 1      | Ilex        | 08.11.1973       |             |                                                                                                   | Fotos hochladen |
| 22             | Simmerath-Eicherscheid Straße "Zum Belgenbach", gegenüber Haus 20 Karte                                           | 1 Ilex                                                           | 1      | Ilex        | 08.11.1973       |             |                                                                                                   | Fotos hochladen |
| 23             | Simmerath-Eicherscheid Straße "Zum Belgenbach", neben dem Haus 21 Karte                                           | 1 Eiche                                                          | 1      | Stieleiche  | 08.11.1973       |             |                                                                                                   | Fotos hochladen |
| 24             | Simmerath-Eicherscheid neben dem Kapellchen an der Kreuzung der Straßen "Auf Dohnschet" und "Frontaler Weg" Karte | 1 Linde                                                          | 1      | Sommerlinde | 08.11.1973       |             |                                                                                                   | Fotos hochladen |
| 25             | Simmerath-Lammersdorf Bergstraße, neben Haus 23 (Koordinaten ungenau!) Karte                                      | 1 Linde                                                          | 1      | Sommerlinde | 26.10.1970       |             |                                                                                                   | Fotos hochladen |
| LP V, 2.3-1    | Simmerath (Koordinaten ungenau!) Karte                                                                            | Moorrelikt im Lammersdorfer Wald                                 |        |             |                  |             |                                                                                                   | BW              |
| LP V, 2.3-2    | Simmerath Karte                                                                                                   | Findling Am Domäneneck, am Wiesenrand nördlich Lammersdorf       |        |             |                  |             |                                                                                                   | BW              |
| LP V, 2.3-3    | Simmerath (Koordinaten ungenau! Keine Buchen im Luftbild zu sehen) Karte                                          | Windschur-Buchen nördlich Lammersdorf                            |        | Buche       |                  |             |                                                                                                   | BW              |
| LP V, 2.3-4    | Simmerath Karte                                                                                                   | Steinbruch nahe dem Feuerwachturm Langschoss im Simmerather Wald |        |             |                  |             |                                                                                                   | BW              |
| LP V, 2.3-5    | Simmerath Karte                                                                                                   | Heidemoorfragment im Simmerather Wald                            |        |             |                  |             |                                                                                                   | BW              |
| LP V, 2.3-6    | Simmerath Karte                                                                                                   | Kaiserfelsen an der Kalltalsperre                                |        |             |                  |             |                                                                                                   | BW              |
| LP V, 2.3-7    | Simmerath Karte                                                                                                   | Hohlweg am Kelzerbach                                            |        |             |                  |             |                                                                                                   | BW              |
| LP V, 2.3-8    | Simmerath (Koordinaten ungenau!) Karte                                                                            | Steinbruch nahe Haus Waldheim                                    |        |             |                  |             |                                                                                                   | Fotos hochladen |
| LP V, 2.3-9    | Simmerath am Ortsausgang von Dedenborn in Richtung Hammer auf der nördlichen Straßenseite der L 106 Karte         | Mullion-Felsstrukturen bei Dedenborn                             |        |             | 01.09.1967       |             |                                                                                                   | Fotos hochladen |
| LP V, 2.3-10   | Simmerath integriert in NSG 2.1-29 (Koordinaten eines Teils des NSD) Karte                                        |                                                                  |        |             |                  |             |                                                                                                   | BW              |
| LP V, 2.3-11   | Simmerath (Koordinaten ungenau!) Karte                                                                            | Baumzwilling nahe dem Obersee                                    |        |             |                  |             |                                                                                                   | BW              |
| LP V, 2.3-12   | Simmerath Karte                                                                                                   | Felskuppe Schöne Aussicht                                        |        |             |                  |             |                                                                                                   | Fotos hochladen |